# Condado de Grenada
O Condado de Grenada é um dos 82 condados do estado norte-americano do Mississippi. A sua sede de condado é Grenada, que é também a sua maior cidade.
O condado tem uma área de 1163 km² (dos quais 73 km² estão cobertos por água), uma população de 23 263 habitantes, e uma densidade populacional de 21 hab/km² (segundo o censo nacional de 2000). O condado foi fundado em 1870 e o seu nome provém da cidade de Granada, em Espanha.